# Limnophila (Hesperolimnophila) rubida
Limnophila (Hesperolimnophila) rubida is een tweevleugelige uit de familie steltmuggen (Limoniidae). De soort komt voor in het Nearctisch gebied.